# 張爾素
張爾素（？—？），字賁園，號東山，山西省澤州直隸州陽城縣（今山西省晉城市陽城縣）人。清初官员。

## 生平
張爾素於順治三年（1646年）中式丙戌科二甲第二十四名進士。選庶吉士，散館授弘文院編修。官至刑部侍郎。當時陽城縣參加山西鄉試共十人（张尔素、田六善、杨荣胤、王润身、王兰彰、王克生、衛貞元、段上彩、赵士俊、乔映伍），全部中舉；次年十人又參加會試，全登進士，史稱“十鳳齊鳴”。